# Podalyria biflora
Podalyria biflora là một loài thực vật có hoa trong họ Đậu. Loài này được (Retz.) Lam. miêu tả khoa học đầu tiên.